# دايورة أليفة الجبال
دايورة أليفة الجبال (الاسم العلمي:Diuris monticola) هي نوع من النباتات تتبع جنس الدايورة من الفصيلة السحلبية.